# Иванова, Алина Петровна
Алина Петровна Иванова (род. 16 марта 1969, Кильдишево) — советская и российская легкоатлетка, специалист по спортивной ходьбе и марафонскому бегу. Воспитанница Чебоксарской школы высшего спортивного мастерства. Мастер спорта СССР международного класса (1988), заслуженный мастер спорта СССР по легкой атлетике (1991).

## Биография
Родилась 16 марта 1969 года в деревне Кильдишево Ядринского района Чувашской Республики.
Окончила Чувашский государственный педагогический университет (1999 год). Заслуженный работник физической культуры и спорта Чувашской Республики (1998 год).

## Победы
- Чемпионка мира (1991 год)
- Чемпионка Европы (1992 год)
- Участница XXV Олимпийских игр (1992 год) по спортивной ходьбе
- Победительница международных марафонских турниров в США
- Победительница международных марафонских турниров в Европе и России (Сибирский международный марафон в 1995 г.)
- Памятная медаль «100-летие образования Чувашской автономной области» (2020)